# Minamoto no Tōru

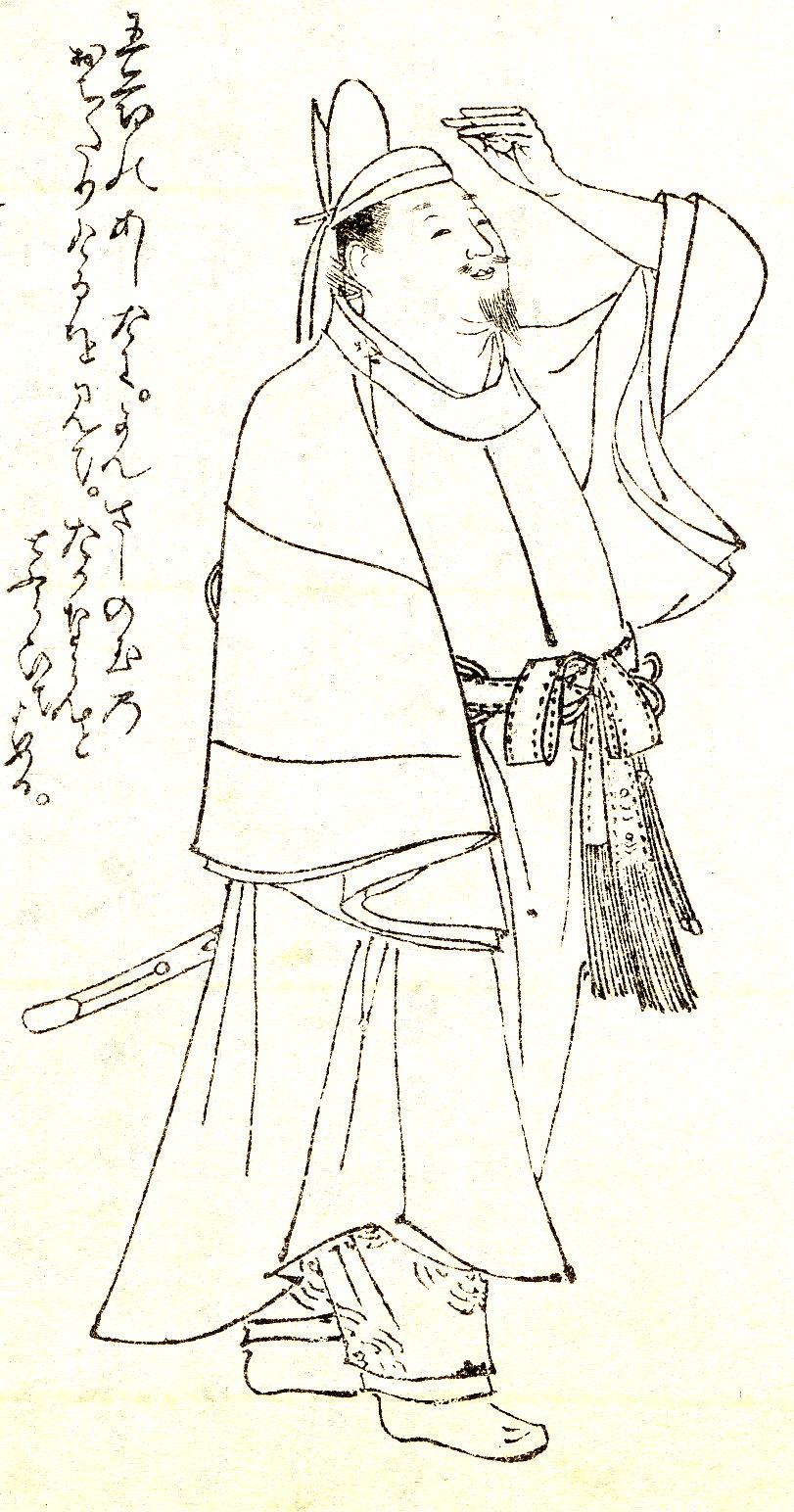
Minamoto no Tōru.

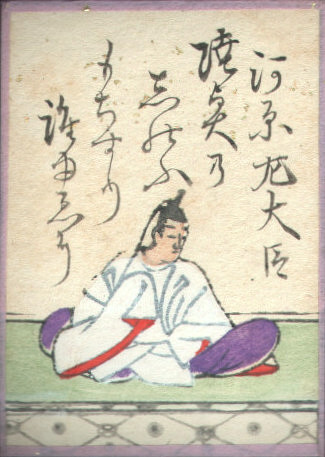
Minamoto no Tōru, en el Hyakunin Isshu.

Minamoto no Tōru (822-895) fue un poeta y político japonés, nieto del Emperador Saga y miembro del clan Saga Genji. Llevó el título de Kawara no Sadaijin. A veces se le menciona como modelo para el príncipe Hikaru Genji, protagonista de la novela clásica japonés la Historia de Genji.
Fue autor de uno de los poemas incluidos en la antología poética Ogura Hyakunin Isshu.
Su tumba se encuentra en el templo Seiryo-ji, ubicado en lo que fue Saga Moor en Kioto.
- Datos: Q1284268
- Multimedia: Minamoto no Tōru / Q1284268